# CV/Gate
CV/Gate – jeden z najszerzej stosowanych metod synchronizacji syntezatorów i sekwencerów zanim jego miejsce zajął popularny dziś standard MIDI. CV/Gate to kombinacja dwóch składowych komponentów niezbędnych do funkcjonowania tej metody. CV służy do przesyłania informacji o danej nucie, która ma być zagrana; Gate natomiast informuje czy dany odpowiadający informacji CV klawisz został wciśnięty czy też zwolniony.
CV/Gate jest całkowicie analogowym systemem komunikacji. CV (Control Voltage) czyli napięcie sterujące na wyjściu urządzenia kontrolującego pracę syntezatora zmienia się w zależności od wysokości dźwięku, który ma być zagrany. Gate natomiast w rzeczywistości jest złączem transportującym impulsy elektryczne gdy wciskany bądź zwalniany jest klawisz.

## Rodzaje
Występuje kilka rodzajów synchronizacji CV/Gate. Jedną z najpopularniejszych jest metoda opracowana przez firmę Roland. Firma ta za standard przyjęła, iż napięcie CV wzrasta o 1V na oktawę. Gate w specyfikacji Roland to napięcie +5V gdy wciskany jest klawisz. Przeglądając specyfikacje CV/Gate firmy roland możemy natrafić na nazwę v-trigger, która jest niczym innym jak właśnie inaczej nazwanym złączem Gate transmitującym +5V. Instrumenty Rolanda z serii SH (z wyjątkiem SH-3), Roland TB-303, Roland MC-202 oraz MC-4 wyposażone były w ten system synchronizacji. Zastosowała go też firma Oberheim w swoim kultowym instrumencie Xpander (Xpander wyposażono także w system MIDI). CV/Gate stosowano także w instrumentach marki Korg, takich jak Mono/Poly. System napięciowy stosowano także w instrumentach Sequential oraz Arp.
Istniał także wariant CV/Gate który zakładał wzrost napięcia CV o 1,2 V na oktawę w połączeniu z +5V jako Gate (v-trigger). Ten sposób synchronizacji wykorzystuje instrument EML-101. Kolejną wariacją CV/Gate jest ta zastosowana (po ówczesnej modyfikacji urządzenia gdyż standardowo nie posiada on złącz CV/Gate) w Rolandzie SH-3 gdzie napięcie CV rośnie o około 1,2 V na oktawę a wartość Gate wynosi -5V.

## Historia
Syntezatory Moog także miały implementowane złącza CV/Gate z tą różnicą jednak, że sygnał Gate zwany tutaj sygnałem s-trigger odpowiadał wartości -5V gdy wciśnięty był klawisz. System Mooga stał się najpopularniejszy. Firma ta do połączeń jako pierwsza zastosowała złącza phone jack, czyli typowe i stosowane w wielu dziedzinach 1/4 i 1/8 calowe wtyki typu jack. Wcześniej do połączenia CV/Gate każda firma stosowała inne standardy złącz co sprawiało, że urządzenia mimo stosowania tego samego standardu komunikacji były niekompatybilne.
W związku z niemalejącą popularnością syntezatorów analogowych system CV/Gate jest wciąż bardzo popularny. Aby stare instrumenty muzyczne mogły współpracować z nowoczesnym wyposażeniem studia nagraniowego na rynku dostępne są przetworniki CV/Gate – MIDI tłumaczące instrukcje cyfrowe na napięciowe zrozumiałe dla dawnych urządzeń muzycznych.